# Ismail Omar Guelleh
Ismaïl Omar Guelleh (en somalí: Ismaaciil Cumar Geelle, en árabe: اسماعيل عُمر جليه) (Dire Dawa, Etiopía, 27 de noviembre de 1947) es un político yibutiano que se ha desempeñado como presidente de la República de Yibuti desde 1999. Guelleh fue elegido presidente por primera vez en 1999 siendo el sucesor de su tío, Hassan Gouled Aptidon en 1999, venciendo en las elecciones presidenciales a Moussa Ahmed Idriss con el 74,1% de los votos.
En 2000 destituyó al jefe de la policía nacional, Yacin Yabeh Galab, quien más tarde protagonizó un intento de golpe de Estado. El 8 de abril de 2005 se presentó como único candidato a las elecciones presidenciales de Yibuti, y obtuvo por mayoría natural un segundo mandato de seis años.

## Biografía
Del clan Mamassan, uno de los componentes de la tribu somalí Issas, Ismaïl Omar Guelleh es el nieto de Guellé Mohamed, más conocido como Guelleh Batal, uno de los firmantes del "acuerdo franco. del 30 de agosto de 1917, que ratifica la "transferencia gratuita al gobierno francés de las costas, puertos, puertos, islas y territorios ocupados desde tiempos inmemoriales por las tribus Issa". En reconocimiento, Guelleh Batal obtuvo de la administración francesa el puesto de reclutador en nombre de la CFE.
El padre de Ismaïl Omar Guelleh, hijo de Guelleh Batal, es Omar Guelleh, uno de los primeros maestros nativos en la década de 1930 antes de trabajar, siguiendo el camino de su padre, en nombre de la Compañía Ferroviaria franco-etíope. (CFE), que construyó la línea que une Yibuti con Addis Abeba y cuya sede se encontraba en Dire Dawa, una ciudad en sí creada por la empresa.
El abuelo de este último, Oumar Ali Adal, "sería uno de los primeros Issas en unirse al Pingüino mojado frente a lo que se convertirá en Yibuti".
En Dire Dawa, Ismaïl Omar Guelleh sigue la enseñanza tradicional en la escuela coránica, luego en la escuela francesa Charles-de-Foucault en Yibuti.
En 1964, a la edad de 18 años, Ismail Omar Guelleh comenzó a trabajar en la Inteligencia General del Territorio Francés de los Afars e Issas, porque habla amárico, somalí, árabe, francés, Italiano e inglés.
En 1974, fue suspendido porque se sospechaba que transmitía información al movimiento de independencia [ref. requerida]. Luego se invirtió en la Liga Popular Africana para la Independencia (LPAI) presidida por Hassan Gouled Aptidon (que pertenece al mismo grupo de la familia extendida, o "clan"), que milita por la independencia.
En 1977, Ismaïl Omar Guelleh es miembro de la delegación que negocia con Francia la independencia de su país. Se proclamó la independencia el 27 de junio de 1977. El nuevo presidente de la República, Hassan Gouled, lo nombró jefe de su gabinete. Por lo tanto, desde el principio está involucrado en la gestión del país que enfrenta un conflicto externo, la guerra de Ogaden entre Somalia y Etiopía y las tensiones internas.

## Oposición interna
En febrero de 2011, miles de personas marcharon por las calles de la capital para exigir la dimisión del presidente. Los manifestantes reclamaron la renuncia del Guelleh, cuya familia gobierna el país desde su independencia. La marcha puede ser considerada como una consecuencia de las revoluciones populares ocurridas en Egipto y Túnez y de las crecientes protestas en distintos países árabes. Las autoridades reprimieron las protestas ocasionando al menos una víctima fatal.